# CJ ENM
CJ ENM（韓語：씨제이이엔엠，ENM全稱為Entertainment aNd Merchandising，直译：娱乐与商品销售），是一家韓國娛樂商務綜合公司，舊名為CJ O Shopping，2018年CJ O Shopping將CJ E&M吸收合併，並改名為CJ ENM。

## 歷史

### 合併前
- 請見CJ E&M歷史
- 請見CJ O Shopping歷史

### 合併後

#### 2018年
- 1月28日，宣布CJ O Shopping將以存續公司吸收合併CJ E&M，合併後現有的所有品牌都將保留。[4]
- 7月1日，CJ O Shopping吸收合併CJ E&M，並改名為CJ ENM，任命許民會為CJ ENM代表理事。
- 10月，剝離CJ Digital Music株式會社，並與Genie Music合併。

#### 2019年
- 3月，採用共同代表體制，任命許民會、許民浩為代表理事。
- 12月，將CJ HelloVision株式會社出售給LG U+。

#### 2020年
- 10月，將OTT事業部門剝離併成立TVING株式會社。
- 12月，成立媒體商務子公司DADA M&C株式會社。

#### 2021年
- 3月，任命姜浩成為CJ ENM代表理事。
- 5月，推出TV商務&移動綜合品牌「CJ ONSTYLE」。
- 12月，CJ ENM與派拉蒙全球合作，包括原創電視節目和電影的聯合製作，以及公司OTT平台的作品許可和發行。[5]

#### 2022年
- 3月，任命尹相賢為CJ ENM代表理事。
- 4月，成立CJ ENM Studios，並於同年12月與Bon Factory、M Makers、Moho Film、JK Film、Blaad Studio、Yong Film、漫畫家族、Egg is Coming合併。
- 7月，收購奋进公司旗下奮進內容的多數股權，並於同年9月更名為Fifth Season。[6]
- 12月，TVING與KT Studio Genie旗下OTT平台KT Seezn合併。

#### 2023年
- 3月，任命前CJ Olive Young代表理事具昌根為CJ ENM新任代表理事，姜浩成任期屆滿。
- 8月10日，HYBE表示將收購公司旗下子公司BELIFT LAB的51.48%股份，HYBE將持有100%股份。[7]

#### 2024年
4月3日，CJ ENM以11億韓元收購了趙佑明和申東吉持有的SWING娛樂剩餘49%的股份，並宣布同年6月1日，SWING娛樂將併入CJ ENM旗下的WAKEONE。

## 旗下事業部門與子公司

### 事業部門
- 媒體事業部門：頻道運營（tvN、OCN、Mnet等14個頻道），電視劇、綜藝節目、數碼內容製作，銷售，廣告製作等。
- 商務事業部門：TV商務（Live、T商務），數碼商務平台，商品企劃、銷售。
- 電影事業部門：電影製作、投資、發行，音樂劇演出製作。
- 音樂事業部門：專輯、音源的製作與銷售，演唱會製作，經紀管理等。

### 子公司
- CJ Telenix（100%）
- Brandworks Korea（100%）
- WAKEONE（100%）
- H1GHR MUSIC（100%）
- Studio Take One（100%）
- DBASE&（100%）
- Touch& Buy（100%）
- DADA M&C（100%）
- Super Race（98.79%）
- CJ LiveCity（90%）
- CJ ENM Studios（85.1%）
- AOMG（75.5%）
- JS Pictures（70%）
- Amoeba Culture（60%）[10]
- Studio Dragon（54.38%）
- Mezzo Media（51%）
- BEPCTANGENT（51%）
- Million Volt（50.05%）
- TVING（48.85%）

## 影視作品
- 僅列出2018年公司合併後參與的作品。

### 電影發行

#### 本土电影
- 2018年：《那才是我的世界》
- 2018年：《金色梦乡》
- 2018年：《北風》
- 2018年：《7年之夜》
- 2018年：《偵探：歸來》
- 2018年：《神秘公寓劇場版：金雨鬼怪和秘密洞穴》
- 2018年：《極智對決》
- 2018年：《国家破产之日》
- 2018年：《90分鐘末日倒數》
- 2019年：《雞不可失》
- 2019年：《娑婆诃》
- 2019年：《女警》
- 2019年：《小公主芭芭拉：魔法大冒险》
- 2019年：《寄生上流》
- 2019年：《極限逃生》
- 2019年：《壞傢伙們：The Movie》
- 2019年：《神之一手：鬼手篇》
- 2019年：《神秘公寓劇場版：天空鬼怪對陣約蒙甘德》
- 2019年：《白頭山：半島浩劫》
- 2020年：《陰櫥》
- 2020年：《结束，开始（英语：Endings, Beginnings）》
- 2020年：《从邪恶中拯救我》
- 2020年：《論盡我阿媽》
- 2020年：《担保》
- 2020年：《从邪恶中拯救我导演版》
- 2020年：《盗墓同盟》
- 2021年：《永生戰》
- 2021年：《神秘公寓音樂劇第三季：吸血鬼王的秘密》
- 2021年：《火药奶昔》
- 2021年：《捉迷藏（英语：Hide and Seek (2021 film)）》
- 2021年：《通话惊魂》
- 2021年：《恋爱缺席的罗曼史》
- 2021年：《Happy New Year》
- 2022年：《哈囉小梅子劇場版：濟州島的秘密》
- 2022年：《人類奇航大冒險劇場版：在人體中生存》
- 2022年：《天才貓奴畫家》
- 2022年：《共助2》
- 2022年：《嬰兒轉運站》
- 2022年：《分手的決心》
- 2022年：《外星+人1》
- 2022年：《神秘公寓劇場版：次元鬼怪和7個世界》
- 2022年：《英雄》
- 2023年：《幽靈》
- 2023年：《Count》
- 2023年：《The Moon》
- 2023年：《千博士驱魔研究所：雪景的秘密》
- 2023年：《少年们》
- 2024年：《外星+人2》
- 2024年：《日日好狗日》
- 2024年：《寂噤计划》
- 2024年：《老手2》
- 2024年：《哈爾濱》
- 待定：《惡魔搬來了》
- 待定：《無可奈何》
- 待定：《竊聽》

#### 海外电影
- 2018年：《魔導少年劇場版：龍之淚》（引進發行）
- 2018年：《電影版妖怪手錶：光影之卷 鬼王的復活》（引進發行）
- 2018年：《龙虾刑警》（引進發行）
- 2018年：《“大”人物》（引進發行）
- 2018年：《名偵探柯南：零的執行人》（引進發行）
- 2018年：《蠟筆小新：功夫小子～拉麵大亂鬥～》（引進發行）
- 2019年：《名偵探柯南：紺青之拳》（引進發行）
- 2020年：《蠟筆小新：新婚旅行風暴～奪回廣志大作戰～》（引進發行）
- 2020年：《妖怪手表：永远的朋友》（引進發行）
- 2021年：《阳光姐妹淘中国版》（引進發行）
- 2021年：《名偵探柯南：緋色的彈丸》（引進發行）
- 2021年：《蠟筆小新：激戰！塗鴉王國與差不多四勇者》（引進發行）
- 2022年：《蠟筆小新：謎案！天下春日部學院的怪奇事件》（引進發行）
- 2022年：《名偵探柯南：萬聖節的新娘》（引進發行）
- 2023年：《法爾貝曼》（引進發行）
- 2023年：《蠟筆小新：幽靈忍者珍風傳》（引進發行）
- 2023年：《名侦探柯南 灰原哀物语～黑铁的神秘列车～》（引进发行）
- 2023年：《名偵探柯南：黑鐵的魚影》（引进发行）
- 2023年：《姑婆家》（引进发行）
- 2023年：《新次元！蠟筆小新THE MOVIE 超能力大決戰 ～飛吧！手卷壽司～》[11]
- 2024年：《之前的我們》[12]
- 2025年：《暴蜂尼亞》

### 電影製作
- 2018年：《那才是我的世界》
- 2018年：《極智對決》
- 2019年：《雞不可失》
- 2019年：《壞傢伙們：The Movie》
- 2019年：《白頭山：半島浩劫》
- 2020年：《结束，开始（英语：Endings, Beginnings）》
- 2021年：《永生戰》
- 2021年：《神秘公寓音樂劇第三季：吸血鬼王的秘密》
- 2021年：《恋爱缺席的罗曼史》
- 2022年：《混录磁带（英语：Press Play (film)）》
- 2022年：《共助2》
- 2022年：《神秘公寓劇場版：次元鬼怪和7個世界》
- 2022年：《英雄》
- 2024年：《日日好狗日》
- 2024年：《寂噤计划》
- 2024年：《亚马逊活命水》

### 电视剧企划
2023年起参与电视剧企划。
- 2023年：tvN《特務家族》
- 2023年：tvN《九尾狐傳1938》
- 2023年：tvN《有益的欺诈》
- 2023年：TVING《残酷的实习生》
- 2023年：tvN《今生也請多指教》
- 2023年：tvN《驅魔麵館2：全面回擊》
- 2023年：tvN《无用的谎言》
- 2023年：tvN《阿斯達年代記：阿拉姆恩之劍》
- 2023年：tvN《閃亮的西瓜》
- 2023年：tvN《無人島的Diva》
- 2023年：tvN《大指揮家：弦上的真相》
- 2024年：tvN《魅惑之人》
- 2024年：tvN

## 外部連結
- CJ ENM官方网站